# Stacy Roest
Pour les articles homonymes, voir Roest.
Stacy Roest (né le 15 mars 1974 à Lethbridge, dans la province de l'Alberta au Canada) est un joueur professionnel canadien de hockey sur glace.

## Carrière de joueur
Joueur n'ayant jamais été repêché malgré ses bonnes performances lors de son stage dans le hockey junior avec les Tigers de Medicine Hat. Par contre, il signe un contrat avec les Red Wings de l'Adirondack dès la fin de sa dernière saison à Medicine Hat. Après deux saisons complètes avec l'équipe, il est finalement signé par les Red Wings de Détroit le 9 juin 1997.
Il faut attendre la saison 1998-1999 avant de le voir disputer ses premières parties dans la Ligue nationale de hockey. Il joue que deux saisons à Détroit avant d'être sélectionné par le Wild du Minnesota lors du repêchage d'expansion de la LNH. Il connait alors sa saison la plus productive en 2000-2001 avec 27 points en 76 parties. Après une autre saison avec le Wild, il rejoint à nouveau l'organisation des Red Wings mais n'y joue que 2 parties. Il passe le reste de la saison avec le club-école, les Griffins de Grand Rapids.
À la suite de cette saison, il signe avec les Rapperswil-Jona Lakers du championnat de Suisse. Il met un terme à sa carrière au terme de la saison 2012-2013, la plus mauvaise au plan comptable de ces neuf passées dans le club saint-gallois.

## Statistiques
Pour les significations des abréviations, voir Statistiques du hockey sur glace.
| Saison      | Équipe                    | Ligue       |     | Saison régulière | Saison régulière | Saison régulière | Saison régulière | Saison régulière |    | Séries éliminatoires | Séries éliminatoires | Séries éliminatoires | Séries éliminatoires | Séries éliminatoires |
| Saison      | Équipe                    | Ligue       | PJ  | B                | A                | Pts              | Pun              | PJ               | B  | A                    | Pts                  | Pun                  |                      |                      |
| 1990-1991   | Y's Men de Lethbridge     | AMHL        | 34  | 22               | 50               | 72               | 38               | -                | -  | -                    | -                    | -                    |                      |                      |
| 1990-1991   | Tigers de Medicine Hat    | LHOu        | 5   | 1                | 2                | 3                | 0                | 12               | 5  | 5                    | 10                   | 4                    |                      |                      |
| 1991-1992   | Tigers de Medicine Hat    | LHOu        | 72  | 22               | 43               | 65               | 20               | 4                | 2  | 1                    | 3                    | 0                    |                      |                      |
| 1992-1993   | Tigers de Medicine Hat    | LHOu        | 72  | 33               | 73               | 106              | 30               | 10               | 3  | 10                   | 13                   | 6                    |                      |                      |
| 1993-1994   | Tigers de Medicine Hat    | LHOu        | 72  | 48               | 72               | 120              | 48               | 3                | 1  | 0                    | 1                    | 4                    |                      |                      |
| 1994-1995   | Tigers de Medicine Hat    | LHOu        | 69  | 37               | 78               | 115              | 32               | 5                | 2  | 7                    | 9                    | 2                    |                      |                      |
| 1994-1995   | Red Wings de l'Adirondack | LAH         | 3   | 0                | 0                | 0                | 0                | -                | -  | -                    | -                    | -                    |                      |                      |
| 1995-1996   | Red Wings de l'Adirondack | LAH         | 76  | 16               | 39               | 55               | 40               | 3                | 0  | 0                    | 0                    | 2                    |                      |                      |
| 1996-1997   | Red Wings de l'Adirondack | LAH         | 78  | 25               | 41               | 66               | 30               | 4                | 1  | 1                    | 2                    | 0                    |                      |                      |
| 1997-1998   | Red Wings de l'Adirondack | LAH         | 80  | 34               | 58               | 92               | 30               | 3                | 2  | 1                    | 3                    | 6                    |                      |                      |
| 1998-1999   | Red Wings de l'Adirondack | LAH         | 2   | 0                | 1                | 1                | 0                | -                | -  | -                    | -                    | -                    |                      |                      |
| 1998-1999   | Red Wings de Détroit      | LNH         | 59  | 4                | 8                | 12               | 14               | -                | -  | -                    | -                    | -                    |                      |                      |
| 1999-2000   | Red Wings de Détroit      | LNH         | 49  | 7                | 9                | 16               | 12               | 3                | 0  | 0                    | 0                    | 0                    |                      |                      |
| 2000-2001   | Wild du Minnesota         | LNH         | 76  | 7                | 20               | 27               | 20               | -                | -  | -                    | -                    | -                    |                      |                      |
| 2001-2002   | Wild du Minnesota         | LNH         | 58  | 10               | 11               | 21               | 8                | -                | -  | -                    | -                    | -                    |                      |                      |
| 2002-2003   | Griffins de Grand Rapids  | LAH         | 70  | 24               | 48               | 72               | 28               | 15               | 10 | 6                    | 16                   | 8                    |                      |                      |
| 2002-2003   | Red Wings de Détroit      | LNH         | 2   | 0                | 0                | 0                | 0                | -                | -  | -                    | -                    | -                    |                      |                      |
| 2003-2004   | SC Rapperswil-Jona        | LNA         | 48  | 17               | 32               | 49               | 16               | 8                | 3  | 7                    | 10                   | 2                    |                      |                      |
| 2004-2005   | SC Rapperswil-Jona        | LNA         | 44  | 17               | 38               | 55               | 10               | -                | -  | -                    | -                    | -                    |                      |                      |
| 2005-2006   | Rapperswil-Jona Lakers    | LNA         | 44  | 16               | 19               | 35               | 32               | 12               | 2  | 7                    | 9                    | 6                    |                      |                      |
| 2006-2007   | Rapperswil-Jona Lakers    | LNA         | 40  | 14               | 36               | 50               | 36               | 7                | 1  | 5                    | 6                    | 6                    |                      |                      |
| 2007-2008   | Rapperswil-Jona Lakers    | LNA         | 49  | 16               | 38               | 54               | 26               | 5                | 0  | 3                    | 3                    | 14                   |                      |                      |
| 2008-2009   | Rapperswil-Jona Lakers    | LNA         | 50  | 17               | 46               | 63               | 50               | 6                | 2  | 4                    | 6                    | 0                    |                      |                      |
| 2009-2010   | Rapperswil-Jona Lakers    | LNA         | 49  | 15               | 37               | 52               | 26               | 7                | 5  | 7                    | 12                   | 2                    |                      |                      |
| 2010-2011   | Rapperswil-Jona Lakers    | LNA         | 50  | 14               | 39               | 53               | 18               | 10               | 1  | 5                    | 6                    | 4                    |                      |                      |
| 2011-2012   | Rapperswil-Jona Lakers    | LNA         | 45  | 7                | 21               | 28               | 10               | 5                | 2  | 3                    | 5                    | 2                    |                      |                      |
| Totaux LNA  | Totaux LNA                | Totaux LNA  | 419 | 133              | 306              | 439              | 224              | 60               | 16 | 41                   | 57                   | 36                   |                      |                      |
| Totaux LAH  | Totaux LAH                | Totaux LAH  | 309 | 99               | 187              | 286              | 128              | 25               | 13 | 8                    | 21                   | 16                   |                      |                      |
| Totaux LNH  | Totaux LNH                | Totaux LNH  | 244 | 28               | 48               | 76               | 54               | 3                | 0  | 0                    | 0                    | 0                    |                      |                      |
| Totaux LHOu | Totaux LHOu               | Totaux LHOu | 290 | 141              | 268              | 409              | 130              | 34               | 13 | 23                   | 36                   | 16                   |                      |                      |

## Trophées et honneurs personnels
- Ligue de hockey de l'Ouest
  - 1994 : nommé dans la 1re équipe d'étoiles de l'est
  - 1995 : nommé dans la 2e équipe d'étoiles de l'est
- Coupe Spengler
  - 2003 : nommé dans l'équipe d'étoiles du tournoi